# Racionalna funkcija
Rácionalna fúnkcija je v matematiki funkcija v obliki ulomka, ki ima v števcu in imenovalcu polinom. Po navadi privzamemo, da polinom v imenovalcu ni konstantno enak nič.
{\displaystyle f(x)={\frac {p(x)}{q(x)}}\!\,.}

## Značilnosti racionalne funkcije
Racionalna funkcija je definirana za vsak {\displaystyle x} razen za tistega, ki je ničla polinoma v imenovalcu.
Po osnovnem izreku algebre lahko polinom v števcu in v imenovalcu razcepimo. Če je ulomek okrajšan, dobimo pri tem v števcu ničle racionalne funkcije, v imenovalcu pa pole racionalne funkcije. V polih se graf racionalne funkcije pretrga in se približuje navpični asimptoti.
Ko gre {\displaystyle x} proti neskončno ali proti minus neskončno, se racionalna funkcija približuje asimptotskemu polinomu {\displaystyle k(x)}, ki ga dobimo kot količnik pri deljenju števca z imenovalcem. Pri tem deljenju dobimo tudi ostanek - če obstaja točka, kjer je ostanek enak 0, potem tam racionalna funkcija seka asimptotski polinom. Če je asimptotski polinom prve stopnje, ga imenujemo asimptotska premica oziroma (glavna) asimptota.

### Zgled
Racionalna funkcija {\displaystyle f(x)={\frac {x^{3}-2x}{2x^{2}-10}}} ima:
- ničle {\displaystyle 0,{\sqrt {2}},-{\sqrt {2}}\!\,}

Ničle racionalne funkcije, so ničle števca:
{\displaystyle x^{3}-2x=x(x^{2}-2)=x(x-{\sqrt {2}})(x+{\sqrt {2}})=0\!\,}
- pola {\displaystyle {\sqrt {5}},-{\sqrt {5}}\!\,}

Poli racionalne funkcije so ničle imenovalca:
{\displaystyle 2x^{2}-10=2(x^{2}-5)=2(x-{\sqrt {5}})(x+{\sqrt {5}})=0\!\,}
- asimptoto {\displaystyle y={\frac {1}{2}}x}

Izračun asimptote:
{\displaystyle (x^{3}-2x)/(2x^{2}-10)={\frac {x}{2}}\!\,}
{\displaystyle -x^{3}+5x} seštejemo z {\displaystyle (x^{3}-2x)\!\,}
{\displaystyle 3x\!\,}-ostanek, ker {\displaystyle 3x}ne moremo več deliti z {\displaystyle 2x^{2}-10}
Končni rezultat:
{\displaystyle x^{3}-2x={\frac {x}{2}}(2x^{2}-10)+3x\!\,.}